# Gerhard Christoph Hermann Vechtmann
Gerhard Christoph Hermann Vechtmann (geb. 10. April 1817; gest. 2. August 1857) war ein deutscher Mathematiker und Lehrer.
Vechtmann wurde in Wittmund im Königreich Hannover als Sohn eines Predigers geboren. Er besuchte dort vom 10. bis zum 15. Lebensjahr die Rektorschule und anschließend drei Jahre lang die Oberstufe des Gymnasiums in Aurich. Nach seiner Schulausbildung studierte er Mathematik und Naturwissenschaften in Berlin und Göttingen. In Göttingen wurde er Mitglied des Pädagogischen Seminars und unterrichtete am dortigen Gymnasium, bis er 1841 als Hofmeister an die Ritterakademie in Lüneburg berufen wurde. Mit einer Arbeit über Lemniskaten promovierte er 1843 in Göttingen zum Doktor der Philosophie. Ende 1845 nahm er eine Stelle als Lehrer für Mathematik und Naturwissenschaften an der vereinigten Gelehrten- und Bürgerschule in Eutin an. 1848 wurde er Subrektor an der Gelehrtenschule in Meldorf und 1856 schließlich Rektor und zweiter Lehrer am neu eingerichteten Realgymnasium in Rendsburg. Am 18. Juli 1857 verließ er mit seiner Frau und seinen Kindern Rendsburg, um bei seinen Schwiegereltern Urlaub zu machen, als sich seine Gesundheit plötzlich verschlechterte und er nach dreitägiger Krankheit am 2. August verstarb.
In seiner Dissertation De curvis lemniscatis untersuchte Vechtmann die Lemniskate von Bernoulli und entdeckte dabei eine Beziehung zwischen bestimmten dort auftretenden Winkeln.

## Werke
- De curvis leminiscatis. Dissertation, Göttingen, 1843 (Online-Kopie)